# تخریبگر آمریکایی
تخریبگر آمریکایی (American Vandal)، سریالی محصول کشور آمریکا در زیرژانر مستندنما (Mockumentary) است که در تاریخ ۱۵ سپتامبر سال ۲۰۱۷ بر سرویس اینترنتی نتفلیکس قرار گرفت و کار پخش خود را با ۸ قسمت ۳۴دقیقه‌ای برای فصل اول آغاز کرد. فصل دوم نیز در سال ۲۰۱۸ با ۸ قسمت، به مانند گذشته، پخش خواهد شد.
تخریبگر آمریکایی هجویست بر سریال‌های ژانر جرایم حقیقی (True Crime)، همچون «ساختن یک قاتل» که سعی می‌کنند با بررسی صحنه‌ها، فیلم‌های ضبط‌شده، مصاحبه‌ها و غیره، مو را از ماست بیرون کشیده و حقیقت را کشف کنند.سازندگان سریال «تخریبگر آمریکایی»، Dan Perrault و Tony Yacenda هستند که موفق‌ترین کار آن‌ها نیز همین سریال است.

## بازخوردها
فصل اول «تخریبگر آمریکایی» مجموعاً نقدهای مثبتی دریافت کرده است. فصل نخست این سریال در وبسایت Rotten Tomatoes، با بازخورد مثبت ۹۸درصدی از سوی ۴۳ منتقد و ۸۷درصدی از سوی تمام بینندگان مواجه گردیده.

## داستان
داستان سریال تخریبگر آمریکایی را می‌توان در این پرسش خلاصه کرد: «کی کیرها رو کشیده؟»
این مسئله‌ایست که در طول ۸ قسمت بررسی می‌شود؛ این که چه کسی بر ۲۷ ماشین پارک‌شده در پارکینگ دبیرستان هانوور، ۲۷ آل‍ت تناسلی اسپری کرده است. شخصیت اصلی سریال و همچنین مظنون اصلی ما، دیلن مکسول، دانش‌آموز نوجوان دبیرستان هانوور است که مدیران مدرسه او را به دلیل انجام این کار اخراج کرده‌اند؛ هرچند شواهد نمی‌توانند با قطعیت گناه او را اثبات کنند. در این گیر و دار، پیتر مالدونادو و سم اکلاند -هم‌مدرسه‌ای‌های دیلن- سعی می‌کنند مستندی دربارهٔ این واقعه بسازند و با بررسی دقیق پرونده، حقیقت را کشف کنند. ما از دریچهٔ دوربین این دو، سریال را تماشا می‌کنیم.